# Josef Flekáček
Josef Flekáček (2. února 1857 Uhlířské Janovice – 19. září 1906 Žižkov) byl český pedagog, řídící učitel měšťanské školy na Žižkově. Věnoval se divadelní kritice, básnické a literární tvorbě. Byl rovněž blízkým spolupracovníkem katolického kněze a ultramontanisty Tomáše Škrdleho a členem redakce jím vedeného časopisu Vlasť.

## Život
Pocházel z úřednické rodiny z Uhlířských Janovic. V letech 1868–1871 studoval na gymnáziu v Benešově u Prahy, následně v letech 1871–1872 v Mladé Boleslavi. Poté přestoupil na učitelský ústav v Praze, kde v roce 1876 maturoval. Vyučoval pak postupně na školách v Pšovce u Mělníka a ve Vysočanech. Z Vysočan se později dostal na Žižkov, kde se stal řídícím učitelem na měšťanské škole. V roce 1881 se zde seznámil s knězem Tomášem Škrdlem, který na téže škole působil jako katecheta. Navázal s ním spolupráci, která pak trvala až do Flekáčkovy smrti. Škrdle svého spolupracovníka hodnotil jako velmi sečtělého, se zdravým úsudkem a přísně katolicky orientovaného. Pro časopis Vlasť psal Flekáček především divadelní recenze, přičemž časopis mu dokonce proplácel vstupné na představení. Tuto činnost konal souběžně se svou prací řídícího učitele a vedle toho se věnoval také překladům a vlastní literární a básnické tvorbě. Byl ženat, jeho manželka byla industriální učitelka. Do manželství se narodily dvě dcery a jeden syn. Syn se později stal rovněž učitelem.
Josef Flekáček zemřel na Žižkově 19. září 1906. Pohřeb byl vypraven z žižkovského farního kostela sv. Prokopa na Olšanské hřbitovy. O smrti Josefa Flekáčka velmi podrobně referoval časopis Vlasť v obsáhlém článku, který začínal nekrologem z pera Tomáše Škrdleho (Josef Flekáček byl v něm vylíčen jako obětavý spolupracovník a vzorný katolický křesťan), pokračoval podrobným vylíčením pohřebních obřadů a neméně podrobným výčtem smutečních hostů. V závěru článku byl připojen konečně podrobný výčet písemných kondolencí.

## Dílo

### Divadelní hry
- 1885 Husité před Naumburkem
- 1897 Návrat. Činohra ve třech jednáních.
- 1900 Pro kříž Kristův
- 1900 Pouť sirotka. Vánoční hra ve třech jednáních.

### Povídkové soubory
- 1884 Růžové lístky
- 1885 Ze života
- 1888 Drobné povídky dějepisné
- 1890 Naučné povídky setníka Hvězdy
- 1892 Z českého života
- 1899 Boje a vítězství

### Ostatní publikace
- 1888 Průvodce po Itálii. Praktická konversační knížka pro touristy a cestující...
- 1890 Stručný slovník česko-italský, obsahující zásobu nejobyčejnějších slov a významů